# Der oberschlesische Wanderer

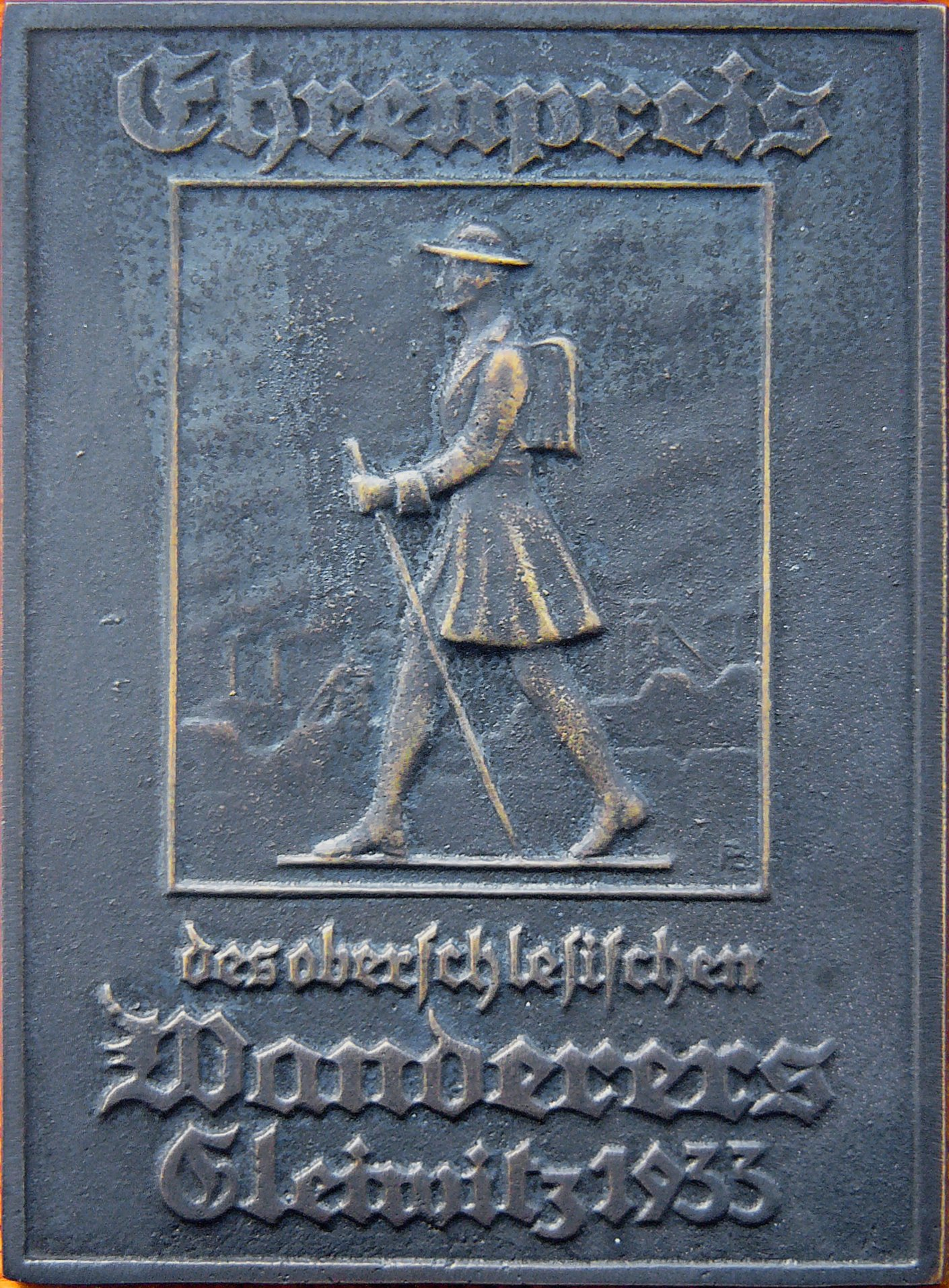
Eine in der Königlich Preußischen Eisengießerei Gleiwitz angefertigte Ehrenpreis-Plakette des Oberschlesischen Wanderers mit dem Logo des Blattes

Der oberschlesische Wanderer war eine von 1828 bis 1945 erschienene deutschsprachige Zeitung, die von 1828 bis 1933 von Neumanns Stadtbuchdruckerei in Gleiwitz herausgebracht wurde.
Der oberschlesische Wanderer wurde erstmals 1828 veröffentlicht durch die 1826 gegründete Neumanns Stadtbuchdruckerei mit Sitz am Gleiwitzer Ring.
Am 15. Februar 1924 erschien erstmals die illustrierte Beilage Oberschlesien im Bild.
1933 wurde die Zeitung zum Organ der NSDAP. 1936 übernahm die Oberschlesische Druckerei und Verlagsanstalt GmbH die Herausgabe der Zeitung. 1939 wurde der Wanderer mit der nationalsozialistischen Zeitung Deutsche Ostfront vereinigt und ging über zum NS-Gauverlag Oberschlesien GmbH. Dieser gab sie bis 1945 heraus.
Die letzte Ausgabe erschien am 26. Januar 1945, zwei Tage nach der Besetzung der Stadt Gleiwitz durch die Rote Armee.